# Чампино (аэропорт)
Аэропорт Рим-Чампи́но (итал. Aeroporto di Roma-Ciampino) или Аэропорт имени Джованни Баттиста Пастине (итал. Giovanni Battista Pastine Airport) (ИАТА: CIA, ИКАО: LIRA) — гражданский аэропорт с аэродромом совместного базирования недалеко от Рима, Италия. Аэропорт расположен в регионе Лацио в 15 км к юго-востоку от центра Рима, за Большой окружной дорогой (ит: Grande Raccordo Anulare или GRA) на границе Рима (X муниципалитет) и Чампино.

## История
Аэропорт Чампино был открыт в 1916 году и является одним из старейших действующих аэропортов. До 1960 года являлся основным аэропортом для жителей Рима, пассажирооборот его достигал 2 млн пассажиров в год. После открытия Международного аэропорта имени Леонардо да Винчи во Фьюмичино Чампино был переориентирован на внутренние и чартерные рейсы.
Через несколько десятилетий интерес к аэропорту проявили бюджетные авиакомпании; сегодня это один из самых загруженных и быстрорастущих аэропортов Италии. Пассажирооборот в 2007 году составил 5,4 млн пассажиров (на 9,24 % больше, чем в 2006). Пассажирский трафик возрастал очень быстро, и Министерство транспорта Италии приняло к рассмотрению вопрос о строительстве третьего аэропорта в окрестностях Рима, чтобы перевести туда часть трафика Чампино. Пассажирооборот в 2008 году составил 4.788.931 пассажиров, снизившись на 11,31 % по сравнению с 2007.
В ноябре 2007 года было принято решение о строительстве аэропорта Рим-Витербо, который станет третьим коммерческим аэропортом в окрестностях Рима.
Терминалы аэропорта прошли модернизацию в 2007 году.

## Транспорт

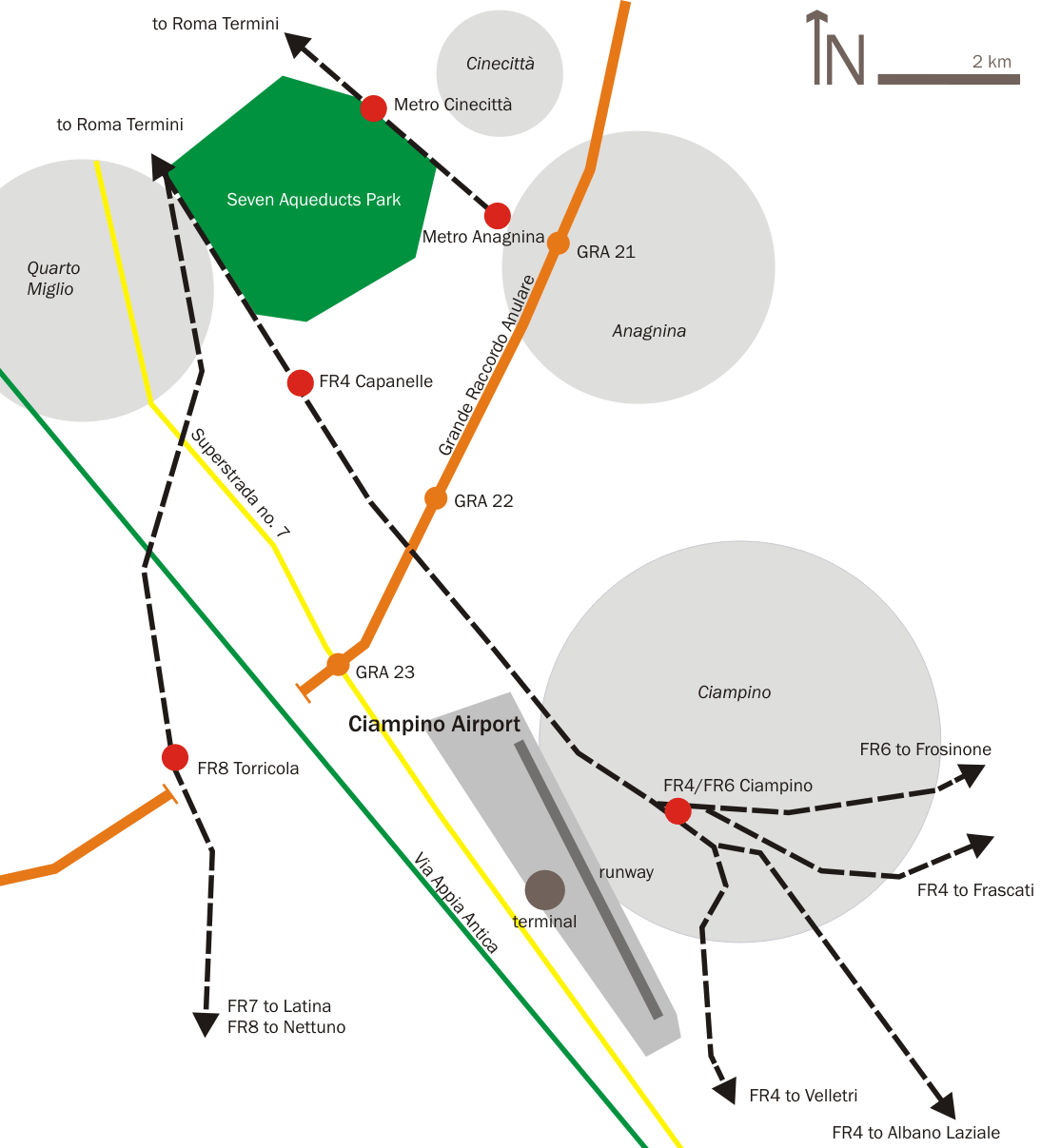
Расположение аэропорта Чампино. Рим находится к северо-западу.

Железнодорожного сообщения с аэропортом Чампино не существует. Прямое автобусное сообщение связывает аэропорт с вокзалом Термини и близлежащими станциями (как метрополитена, так и железной дороги).
- Автобусы COTRAL/Schiaffini отправляются к станции метро Ананьина, а также к ближайшей железнодорожной станции Чампино.
- Автобусы Terravision ltd, Schiaffini и BusShuttle следуют к центральному римскому вокзалу Термини.
- Доступны такси и аренда автомобилей.